# Mathieu Franck
Mathieu Franck, né dans la ferme aux Oyes (ferme aux oies) à Beaufays le 27 août 1806 (province de Liège) et mort le 26 juin 1888 à Liège, est un maître de carrière, un entrepreneur en travaux publics et un ingénieur civil belge. Fils d'un cultivateur rentier lui-aussi appelé Mathieu Franck, il a plusieurs frères et sœurs, dont Joseph et Guillaume Franck, tous deux entrepreneurs, géomètre et ingénieur civil.

## Biographie
Résidant à Liège, Mathieu Franck a été l'un des entrepreneurs en travaux publics et maîtres de carrières les plus importants de la province de Liège au 19e siècle. Il possédait et exploitait de nombreuses carrières de pierres (petit granit et grès) sur les territoires de Esneux, Comblain-au-Pont et Sprimont, et a géré un pôle commercial à Liège, sur l'île Monon (entre le pont de la Boverie et le pont du Longdoz, aujourd'hui disparu). On lui doit notamment la construction d’une scierie hydraulique en amont du pont de Liotte, à Comblain-au-Pont, près des carrières de la Belle-Roche, ainsi qu'un chantier et un débarcadère, près du Pont de Sçay. Il est également à l’origine d’une importante firme commerciale, la « Société anonyme des Carrières de Sprimont, Ourthe et Amblève », fondée en 1878, capitalisée en hauteur de 600 000 francs. La société sera placée en liquidation judiciaire au plus tard en 1895.
Mathieu Franck fournit des pierres à de nombreux ouvrages et chantiers, notamment ceux de la ligne de chemin de fer reliant Bruxelles à Aix-la-Chapelle, ainsi que le premier pont du Val Benoît à Liège en 1842. Il participe également aux restaurations de plusieurs églises liégeoises, notamment les anciennes collégiales Saint-Martin de 1850 à 1877 et Sainte-Croix en 1845-1847, ainsi que la cathédrale Saint-Paul, entre 1845 et 1881. 
Mathieu Franck est considéré comme l’un des premiers capitaines d’industrie du secteur carrier en région Ourthe-Amblève au XIXe siècle, époque au cours de laquelle cette région voit l'émergence d'un bassin carrier de premier plan. Cette notoriété transparaît par sa participation à plusieurs expositions universelles, notamment celle de Londres en 1862 et celle de Paris en 1878. Elle transparaît également dans un parc foncier très bien développé, comprenant les sites suivants :  
- Des carrières de grès à Montfort (Esneux), achetées en 1836 et 1876 (aujourd'hui inondées).
- Des carrières de petit granit à Mont (Comblain-au-Pont), appelées "Fontaine", l'une ayant été ouverte en 1840, l'autre, rachetée en 1869 (il s'agit des anciennes carrières Julémont, abandonnées).
- Des carrières de petit granit à Lillé (Sprimont), appelées "Entre les Chemins", achetées en 1851 et 1874 (les sites sont aujourd'hui exploités par le club de plongée Le Narval).
- Une carrière de petit granit à Chanxhe, exploitée vers 1841-1844 (peut-être l'ancienne carrière "Embiérir", abandonnée).
- Les carrières de petit granit de La Belle Roche (Sprimont), développées à partir de 1846 (actuel site "Belle Roche Sablar en exploitation).
- L'île Diflot, située sur l'Amblève, en amont du Pont de Liotte, achetée en 1856-1857.
- Une scierie pour petit granit, située en amont du Pont de Liotte, érigée entre 1859 et 1861 (aujourd'hui bâtiment privé).
- Un chantier de transformation et un débarcadère à côté du Pont de Sçay, aménagés en 1861-1862 (aujourd'hui maisons privées).
- Plusieurs carrières de grès louées et exploitées à Oneux et Géromont.

Une fontaine publique offerte par l'intéressé en 1868 est aujourd'hui encore conservée dans le porche de l'administration communale de Sprimont.